# Damelj
Damelj – wieś w Słowenii, w gminie Črnomelj. W 2018 roku liczyła 35 mieszkańców.